# کینین (روستا)، کنتیکت
کینین (به انگلیسی: Canaan) یک حوزه سرشماری و بافت تاریخی در ایالات متحده آمریکا است که در کنتیکت واقع شده‌است.